# 火の華
『火の華』（ひのはな）は、2025年10月31日公開予定の日本映画。
2016年に報道された自衛隊日報問題から着想を得たフィクションのオリジナルストーリーとなっている。撮影は小千谷市、五泉市、新発田市などで行われた。
2024年12月13日に新潟県内で先行上映された後、12月20日から全国で公開される予定となっていたが、11月4日に出演者兼プロデューサーを務めたキム・チャンバが重傷害容疑で逮捕され、起訴されたことを受け、先行公開および全国公開を取りやめ、延期することが11月29日に発表された。
2025年8月7日、製作・配給元のアニモプロデュースは、本作を10月31日より全国で順次公開することを発表した。4月にはキムの傷害事案に関する執行猶予付き判決が確定し、刑事事件が終了したことなども受け、「製作会社・配給会社の責任かつ使命として劇場公開の決断に至りました」と説明。再編集は行わず、オリジナルのまま上映することを明らかにした。

## あらすじ
2016年、国連平和維持活動（PKO）のため南スーダンに派遣された自衛隊が現地傭兵との戦闘に巻き込まれ、自衛官の島田は同僚や上官を失い、さらに政府はこの事実を隠蔽してしまう。
それから2年後、島田は闇の武器ビジネスに加担する一方、新潟で与一が営む花火工場で働いていた。与一や彼女の娘、職人仲間たちに支えられながら心の傷を少しずつ癒していく島田だったが、そんな彼に再び過去の闇が忍び寄る。

## キャスト
- 島田東介：山本一賢[11][12]
- 藤井昭子：柳ゆり菜[11][12]
- 伊藤忠典：松角洋平[13][11][12]
- 田中康平：田中一平[11][12]
- 古川祐司：原雄次郎[11][12]
- 香川雄介：新岡潤[11][12]
- 文：キム・チャンバ[11][12]
- 篠崎寛太郎：ゆかわたかし[11][12]
- ジョン・ウスマン：今村謙斗[11][12]
- 神崎遼：山崎潤[11][12]
- 神崎経子：遠藤祐美[11][12]
- 安田圭一：YUTA KOGA[11][12]
- 高橋克明[14]
- 仲川兼：ダンカン[11][12]
- 藤井与一：伊武雅刀[11][12]

## スタッフ
- 監督・編集・音楽：小島央大[11][12]
- 企画・脚本：小島央大、山本一賢[11][12]
- 主題歌：大貫妙子&坂本龍一「Flower」（commmons / Avex Music Creative Inc.）[3][4]
- エグゼクティブプロデューサー：成宏基[11][12]
- プロデューサー：キム・チャンバ[11][12]
- アソシエイトプロデューサー：前原美野里[11][12]
- 撮影監督：岩渕隆斗[11][12]
- 撮影：巻島雄輝、学[11][12]
- 美術：原田恭明[11][12]
- 照明：渡邊大和[11][12]
- 録音：加唐学[11][12]
- ヘアメイク・キャラクタースーパーバイザー：橋本申二[11][12]
- 衣装：YK.jr[11][12]
- 視覚効果：大塚裕磨[11][12]
- カラリスト：亀井俊貴[11][12]
- 音響効果：柿添真希[11][12]
- 制作担当：青木翔平[11][12]
- 宣伝プロデューサー：山口久美子[12]
- 宣伝協力：平井万里子、山口慎平[12]
- 宣伝デザイン：成瀬慧[11][12]
- 予告制作：谷口恒平[11][12]
- 配給協力：東京テアトル[12][15]
- 制作プロダクション：雷・音、OUD Pro.[12][15]
- 製作・配給：アニモプロデュース[12][15]